# Dijan Mintschew
Dijan Mintschew (* 29. September 1983) ist ein bulgarischer Gewichtheber.
Er nahm an den Europameisterschaften 2010 in der Klasse bis 69 kg teil, hatte jedoch im Stoßen keinen gültigen Versuch. 2012 erreichte er bei den Europameisterschaften den siebten Platz. Bei den Europameisterschaften 2013 wurde er Neunter. 2014 konnte Mintschew bei den Europameisterschaften den sechsten Platz erreichen. 2015 wurde er allerdings bei einer Trainingskontrolle kurz vor den Europameisterschaften wie auch zehn weitere Mitglieder der bulgarischen Nationalmannschaft positiv auf Stanozolol getestet und für neun Monate gesperrt.